# August 26 Holding
Die August 26 Holding, auch August 26 Holding Company oder August 26 Holdings, ist ein Unternehmen des namibischen Verteidigungsministeriums. Es wurde 1998 gegründet.
Der 26. August ist als Heldentag ein gesetzlicher Feiertag in Namibia.

## Unternehmen
Teil der Holding sind mindestens acht Unternehmen:
- August 26 Logistics (u. a. Catering für alle Soldaten der Namibian Defence Force)
- Windhoeker Maschinenfabrik (Konzeption und Bau von Waffen- und Militärsystemen und Fahrzeugen)
- August 26 Industries (Konzeption/Herstellung von Schuhen für das Militär)
- Sat-Com (zivile und militärische Kommunikation)
- August 26 Ultimate Business Machine (Konzeption und Bau von Maschinen)
- August 26 Textile and Garment (Konzeption und Herstellung von Militärkleidung)
- NamForce (Versicherung für Soldaten)
- Agro-Tour Development Initiative (Landwirtschaft)

## Kontroversen
Kontrovers diskutiert wird von vielen Seiten die generelle Struktur und absolute Verschwiegenheit des Unternehmens. Die August 26 Holding steht in vielen Bereichen in Wettbewerb mit der Privatwirtschaft. Fast alle führende Personen im Unternehmen sind ehemalige, hochrangige Soldaten.
Seit 1998 hat das Unternehmen gesetzeswidrig keine Rechenschafts- oder Finanzberichte vorgestellt. Vermehrten Aufrufen die Berichte öffentlich zu machen, kam das Unternehmen bis mindestens Mai 2024 nicht nach.